# Logobi
 (décembre 2017).
Genres dérivés
Logobi GT
Le Logobi  (signifie en nouchi, faire le malin) est une danse ivoirienne consistant à faire des mouvements avec les mains.
Elle tire son origine d'une danse codifiée par les loubards et membres de gangs de rue d'Abidjan. Le Logobi est né dans les années 1980 dans les ghettos de différents quartiers d'Abidjan. Après avoir disparu des réseaux sociaux en 2013, le Logobi renaît peu à peu en 2019, notamment grâce à la page Instagram « LogobiTV ».

## Origines
Le Logobi est un genre musical inventé en 1986 par le célèbre gangster John Pololo, qui terrorisait la ville d'Abidjan par sa force physique, champion d'arts martiaux d'où il tirait son inspiration. Il fut tué en 2000 par la FIRPAC, Force d'Intervention Rapide Para-Commando, unité d'élite du président Robert Guéï, dans des conditions atroces. Malgré tout, il était très populaire chez les jeunes qui l'idolâtraient. Le logobi est un style urbain né en Côte d'Ivoire. Imitant des gestes des loubards ou bandits en action lors de combats de rue, il relate les réalités sociales diverses vécues par les loubards et porte tantôt des messages de courage, tantôt des messages de loubards ou, bien plus souvent, explique la vie à travers leur vécu. Sa philosophie est basée sur la culture des arts martiaux, des réalités sociales, de la misère, et prône le courage. Le Logobi est également connu sous le nom de la « danse des gros bras » et, lorsqu'il est pratiqué en acoustique ou en live, sous le nom d'« ambiance de la rue ».

## Pratique
Le Logobi se pratique majoritairement en Côte d'Ivoire, mais le phénomène est très apprécié en France. Comme tout mouvement, il se diffuse dans les pays où cette culture est bien présente, en restant néanmoins une danse underground, parfois même inconnue des autres milieux. De nos jours, elle a gagné en notoriété car c'est une danse facile à maîtriser et qui laisse une énorme part à l'imagination du pratiquant.

### Musique
De nombreux morceaux de Coupé-décalé, ainsi que des Beat (dit instru) conviennent à la pratique du Logobi.
Le tempo doit être plutôt rapide, par ailleurs une mélodie répétitive est conseillée. Le rythme se doit d'être élevé pour coller avec la rapidité d'exécution des mouvements.

## Importance
Le Logobi a largement dépassé les frontières de la Côte d'Ivoire. Cette manière de danser occupe désormais une place en France, mais pas seulement dans la bulle Coupé-décalé.

### Récupération
Certains artistes ont récupéré, pour divertir le grand public, le Logobi comme Moussié Tombola.

### Ailleurs qu'en Côte d’Ivoire
La communauté Logobi en France est très importante d'autant que les adeptes de ce mouvement étaient surnommés « Les cyber »[réf. nécessaire], le plus connu d'entre eux étant l'influenceur Zepeck sur Snapchat. Elle organise différents tournois internes, défis entre membres, mais elle donne aussi la possibilité d'apprendre le Logobi avec plusieurs tutoriels propres à leur communauté disponibles principalement sur Snapchat, TikTok et YouTube, ce qui permet aux membres de se rencontrer par région, créant ainsi des rassemblements, pour se défier à coup de pas de danse.

## Dérivés
De plus en plus populaire, le Logobi est apparu en Europe principalement en France, où résident bon nombre d'Ivoiriens. Plus comme une « danse » que comme une gestuelle, le Logobi se transforma en un genre Logobi coupé-décalé, reprenant les bases du Logobi, mais en accélérant les enchainements, puis en inventant de nouveaux pas, plus ou moins propres à chaque danseur. Le Logobi consiste à danser sur un rythme (dit instru) de coupé-décalé avec des variantes avec les mains.

## Quelques groupes et chanteurs pratiquant le Logobi

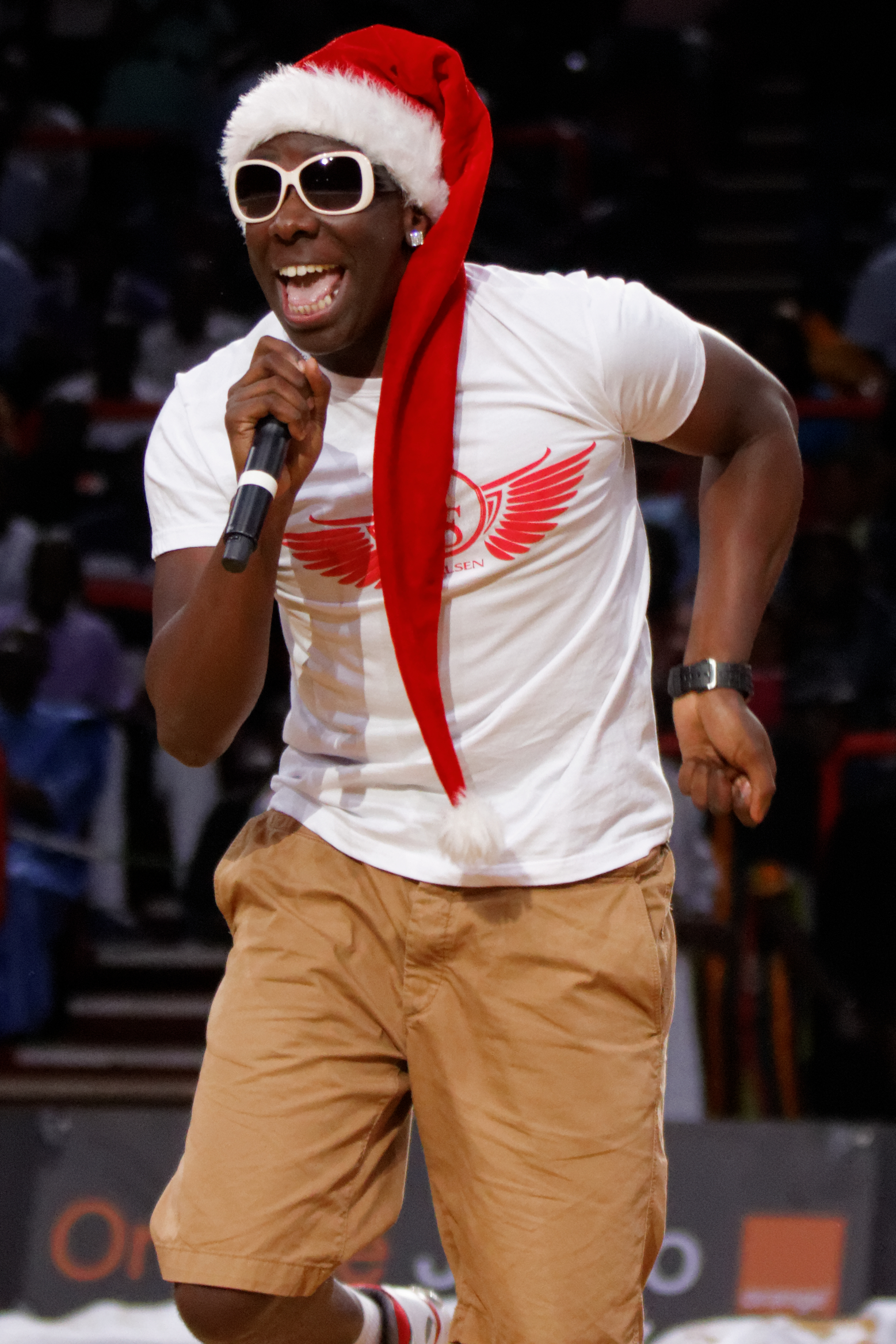
Moussier Tombola

- Les Youlés
- Gor la Montagne
- Petit Denis
- Moussier Tombola
- Xdrake